# 13 Orionis
13 Orionis è una stella di magnitudine 6,15 situata nella costellazione di Orione. Dista 90 anni luce dal sistema solare.

## Osservazione
Si tratta di una stella situata nell'emisfero celeste boreale, ma molto in prossimità dell'equatore celeste; ciò comporta che possa essere osservata da tutte le regioni abitate della Terra senza alcuna difficoltà e che sia invisibile soltanto nelle aree più interne del continente antartico. Nell'emisfero nord invece appare circumpolare solo molto oltre il circolo polare artico. Essendo di magnitudine pari a 6,2, non è osservabile ad occhio nudo; per poterla scorgere è sufficiente comunque anche un binocolo di piccole dimensioni, a patto di avere a disposizione un cielo buio.
Il periodo migliore per la sua osservazione nel cielo serale ricade nei mesi compresi fra fine ottobre e aprile; da entrambi gli emisferi il periodo di visibilità rimane indicativamente lo stesso, grazie alla posizione della stella non lontana dall'equatore celeste.

## Caratteristiche fisiche
La stella è una subgigante gialla di tipo spettrale G1IV; con un'età superiore agli otto miliardi di anni, sta terminando l'idrogeno nel suo nucleo e aumentando le sue dimensioni. Sebbene la sua massa sia paragonabile a quella solare, il suo raggio è superiore del 50%. Possiede una magnitudine assoluta di 3,94 e la sua velocità radiale positiva indica che la stella si sta allontanando dal sistema solare.